# Lech (Vorarlberg)
Lech (ses også som Lech am Arlberg) er en kommune i Østrig med 1506 indbyggere (per 1. januar 2017) ved floden af samme navn i den østrigske delstat Vorarlberg, og hører, sammen med for eksempel Ebnit, Damüls og Mittelberg til de såkaldte Walserdörfer i Vorarlberg, hvor der tales Walsertysk, som er en alemannisk dialekt. Området er et internationalt kendt vintersportssted ved passet Arlberg.

## Geografi
Lechs centrum ligger i en gennemsnitlig højde på 1444 meter over havets overflade. 14,1 % af det kommunale område er skovklædt, 58 % af området alpint. Geografisk og historisk tilhører Lech Tannberg, turistmæssigt hører det dog under Arlberg. Administrativt tilhører Lech Bludenz, men til forskel fra de sydlige nabokommuner Klösterle og Dalaas ligger Lech ikke i Klostertal, men i bjergmassivet nordøst for Arlberg.
I landsbyen Lech forenes vandløbene Formarinbach (som har kilde ved Formarinsee) og Spullerbach (udspringer af Spullersee) til floden Lech, som efterfølgende flyder gennem landsbyerne Warth gennem den tyrolske del af Lechtal til Bayern.

## Historie
Lech blev grundlagt i det 13./14. århundrede af den indvandrende folkestamme Walser. Byen blev indtil det 19. århundrede kaldt Tannberg eller "Tannberg am Lech", hvorefter navnet "Lech" blev mere og mere brugt. Kirken St. Nikolaus, formentlig bygget i den første del af det 14. århundrede, var indtil det 16. århundrede sognekirke i retsområdet Tannberg, og domhuset befandt sig i Lech indtil opløsningen af Tannberg-domstolen i 1806. Den lille by har gennemgået en markant udvikling i de seneste årtier, først gennem vinterturisme, men sidenhen også i stigende grad gennem sommerturisme.
I august 2005 blev store dele af landsbyen ødelagt af alpint højvande, som dog stort set var udbedret ved vinterens begyndelse i december 2005 – på trods af til dels omfattende ødelæggelser.

## Transport
Lech er tilgængelig fra Klostertal på en tidligere hovedvej, Lechtalstraße, der dog ikke er vintersikker. Vejen går henover Flexengalerie (Flexenpass), så det hænder jævnligt, at Lech er afskåret fra omverdenen i vintermånederne. 
Om sommeren kan Lech også nås fra den anden side af Lechtal, fra nabokommunen Warth. På denne del af vejen er Lechtalstraße permanent lukket om vinteren på grund af lavinefare.
Den nærmeste togstation er Langen am Arlberg, og på den tyrolske side St. Anton am Arlberg. Disse stationer tilkøres fra Lech med buslinjerne 91 og 92 af Verkehrsverbund Vorarlberg. Om sommeren forbinder bus 40a Lech med Schoppernau i Bregenzerwald, samt Dornbirn.
Flere private operatører tilbyder om vinteren shuttlebus til Lech fra nærliggende lufthavne.
Om vinteren findes frem til klokken halv om fire om morgenen en natbus med navnet "James" så man kan komme hjem i god behold.

## Kultur og seværdigheder
- Pfarrkirche Lech am Arlberg - blev bygget omkring 1390 i gotisk stil og blev grundigt renoveret i 1987 Kirken er oprindeligt romansk, hvilket stadig kan ses på forskellige fresker - kirken blev gennemrenoveret i 1791 i Landrokoko-stil. Særligt slående er det 33 meter høje tårn og dens unikke løgkuppel. Klokketårnet har seks bronzeklokker. Den ældste klokke stammer fra begyndelsen af det 15. århundrede.
- Kästle-Mountain Museum: i december 2008 blev Kästle Mountain Museum åbnet i bjergstationen Rüfikopfbahn. Den permanente udstilling viser historien om skimærket Kästle og deres tætte forbindelse med Lech.
- Observationsplatform ved Rüfikopf lige over bjergstationen Rüfikopfbahn. Her er en meget god panoramaudsigt over de omkringliggende bjerge.
- Museum Huber-Haus: bygget i 1590, i stueetagen vises husindretning typisk for området, eksemplificeret ved husets oprindelige ejere, med eksempler fra baroktodem og frem nutiden. Særligt interessant er "Küferwerkstatt", hvor mange udstillingsgenstande er fra det 18. århundrede. I husets kælder befinder Lechs kommunearkiv sig. I overetagen forefindes to renoverede rum til særudstillinger, der skifter hvert halve år.
- Naturreservat Gipslöcher
- Cineastic Gondolas: i begyndelsen af hver vintersæson finder en kunstfestival med animerede kortfilm, visual arts og musik i gondolerne af Rüfikopfbahn, samt foran og i bjergstationen.

## Regelmæssige begivenheder
- Philosophicum Lech: en tværfaglig, årligt tilbagevendende konference, som siden 1997 har beskæftiger sig med filosofiske spørgsmål
- Skiløb "Der Weiße Ring": årligt tilbagevendende rundtur Rüfikopfbahn-Zürs-Lech over 22 km pister og 5500 meter højdeforskel, med 1000 deltagere til hvert løb
- Medicinicum Lech: En folkesundhedskonference, der behandler sundheds- og ernæringsspørgsmål

## Sport og fritid
Skisportsstedet Ski Arlberg omfatter på begge sider af delstatsgrænsen mellem Vorarlberg og  Tyrol 305 km præparerede løjper (stand 2016) og anser sig selv som værende "den alpine skisports vugge". Området blev med gondolbanerne Auenfeldjet (2013) og Flexenbahn (2016) det største sammenhængende skiområde i hele Østrig. Derudover kan der kun købes turkort til de respektive skiområder. Hvis man vil benytte hele området forudsætter det køb af Ski Arlberg-Skipass. Ved ca. 62% af løjperne er det muligt at hjælpe til med snekanon. I alt 88 lifte og svævebaner med en kapacitet på over 100.000 personer i timen er i drift.
Heraf har Lech og Oberlech (området Arlberg West) 20 lifte og svævebaner samt 17 skiløjper og 18 nedkørsler.
| Navn                | Byggeår   | Dalstation moh | Bjergstation moh | Længde | Kapacitet | Vinterdrift/ Sommerdrift |
| ------------------- | --------- | -------------- | ---------------- | ------ | --------- | ------------------------ |
| Balmengratlift      | 1999      | 2.077          | 2.082            | 222    |           | V                        |
| Bergbahn Oberlech   | 2016      | 1.434          | 1.649            | 845    | 1.235     | V+S                      |
| Berghoflift         |           |                |                  | 163    |           | V                        |
| Flühenlift          | 1964      | 1.446          | 1.528            | 379    | 620       | V                        |
| Hasensprungbahn     | 2003      | 1.869          | 2.050            | 818    | 2.800     | V                        |
| Hinterwieslift      | 1958/1981 | 1.475          | 1.662            | 602    | 1.186     | V                        |
| Kriegerhornbahn     | 2002      | 1.800          | 2.171            | 1.140  | 2.880     | V                        |
| Petersbodenbahn     | 1998      | 1.645          | 1.929            | 1.091  | 3.200     | V+S                      |
| Rotschrofenbahn     | 1993      | 1.866          | 2.132            | 1.260  | 1.434     | V                        |
| Rüfikopfbahn I      | 1957/1972 | 1.460          | 2.350            | 2.124  | 500       | V                        |
| Rüfikopfbahn II     | 1987      | 1.456          | 2.344            | 2.173  | 800       | V                        |
| Schafalpelift       | 2003      | 1.989          | 2.065            | 666    | 600       | V                        |
| Schlegelkopfbahn I  | 1990      | 1.441          | 1.808            | 1.298  | 2.400     | V                        |
| Schlegelkopfbahn II | 1972      | 1.441          | 1.829            | 1.393  | 1.200     | V+S                      |
| Schlosskopfbahn     | 1964/1998 | 1.435          | 1.773            | 1.428  | 850       | V                        |
| Schwarzwandlift     | 1961      | 1.450          | 1.531            | 410    | 720       | V                        |
| Steinmähderbahn     | 2003      | 1.822          | 2.309            | 1.288  | 4.000     | V                        |
| Übungslift Oberlech | 1963      | 1.740          | 1.828            | 453    | 800       | V                        |
| Weibermahdbahn      | 2011      | 1.786          | 1.923            | 771    | 3.874     | V                        |
| Zugerbergbahn       | 1969/1988 | 1.490          | 2.105            | 1.460  | 1.440     | V                        |

### Mountainbike
Lech er også et populært område for mountainbike-entusiaster i sommer og efterår.
Vigtige transalpine mountainbike-ruter fører gennem Lech:
- Heckmair-Route
- Joe-Route

### Vandreveje
For vandrere er Lechquellenrunde en fantastisk måde at udforske bjergene omkring Lech. Det samme gælder for Robert-Bosch-Weg.
Følgende bemandede hytter fra Alpenverein (såkaldte Alpenvereinshütten) kan nås fra Lech:
- Freiburger Hütte
- Ravensburger Hütte
- Göppinger Hütte
- Biberacher Hütte

### Turisme
I vintersæsonen 2014/15 var der 835.849 overnatninger i Lech og 2015/16 863.070 overnatninger, i sommersæsonen 2014 151.639 og i 2015 156.218 overnatninger. Mange vintersportentusiaster kommer til Lech, herunder den hollandske kongefamilie siden 1959.
Man får udleveret en æresnål hvis man gæster henholdsvis 10, 15, 25, 35, 45 og 55 år i træk med mindst syv overnatninger.